# Liste der Stolpersteine in Neu-Isenburg
Die Liste der Stolpersteine in Neu-Isenburg enthält die Stolpersteine, die im Rahmen des gleichnamigen Kunst-Projekts von Gunter Demnig in Neu-Isenburg verlegt wurden. Mit ihnen soll an die Opfer des Nationalsozialismus erinnert werden, die in Neu-Isenburg lebten und wirkten.

## Liste der Stolpersteine
| Name                                       | Adresse                 | Bild                                                               | Inschrift | Verlegedatum  | Anmerkung |
| ------------------------------------------ | ----------------------- | ------------------------------------------------------------------ | --- | ------------- | --------- |
| Max Goldmann                               | Frankfurter Straße 19 · | Stolperstein für Max Goldmann                                      | Hier wohnte Max Goldmann Jg. 1883 Flucht 1936 Palästina überlebt                                                                    | 24. Okt. 2011 |           |
| Rosa Goldmann                              | Frankfurter Straße 19 · | Stolperstein für Rosa Goldmann                                     | Hier wohnte Rosa Goldmann geb. Müngelgrün Jg. 1887 Flucht 1936 Palästina überlebt                                                   | 24. Okt. 2011 |           |
| Willi Goldmann                             | Frankfurter Straße 19 · | Stolperstein für Willi Goldmann                                    | Hier wohnte Willi Goldmann Jg. 1912 Flucht 1933 Palästina überlebt                                                                  | 24. Okt. 2011 |           |
| Johanna Goldmann                           | Frankfurter Straße 19 · | Stolperstein für Johanna Goldmann                                  | Hier wohnte Johanna Goldmann Jg. 1915 Flucht 1936 Palästina überlebt                                                                | 24. Okt. 2011 |           |
| Isaak Cahn                                 | Frankfurter Straße 32 · | Stolperstein für Isaak Cahn                                        | Hier wohnte Isaak Cahn Jg. 1864 deportiert 1942 Theresienstadt ermordet 1942                                                        | 18. Feb. 2009 |           |
| Gitella Cahn                               | Frankfurter Straße 32 · | Stolperstein für Gitella Cahn                                      | Hier wohnte Gitella Cahn Jg. 1895 deportiert 1942 Treblinka ermordet                                                                | 18. Feb. 2009 |           |
| Lion Schott                                | Frankfurter Straße 32 · | Stolperstein für Lion Schott                                       | Hier wohnte Lion Schott Jg. 1886 deportiert 1942 Treblinka ermordet                                                                 | 18. Feb. 2009 |           |
| Charlotte Schott                           | Frankfurter Straße 32 · | Stolperstein für Charlotte Schott                                  | Hier wohnte Charlotte Schott Jg. 1930 deportiert 1942 Treblinka ermordet                                                            | 18. Feb. 2009 |           |
| Selma Schott                               | Frankfurter Straße 32 · | Stolperstein für Selma Schott                                      | Hier wohnte Selma Schott geb. Cahn Jg. 1893 deportiert 1942 Treblinka ermordet                                                      | 18. Feb. 2009 |           |
| Trude Fischer                              | Frankfurter Straße 45 · | Stolperstein für Trude Fischer                                     | Hier wohnte Trude Fischer geb. Jonas Jg. 1914 Flucht 1936 Holland interniert Westerbork deportiert 1942 Auschwitz ermordet          | 18. Feb. 2009 |           |
| Amalie Jonas                               | Frankfurter Straße 45 · | Stolperstein für Amalie Jonas                                      | Hier wohnte Amalie Jonas geb. Strauss Jg. 1882 Flucht 1939 Holland interniert Westerbork deportiert 1943 Sobibor ermordet           | 18. Feb. 2009 |           |
| Irma Regine Meyer                          | Frankfurter Straße 45 · | Stolperstein für Irma Regine Meyer                                 | Hier wohnte Irma Regine Meyer geb. Jonas Jg. 1908 Flucht 1939 England überlebt in USA                                               | 18. Feb. 2009 |           |
| Josef Drehlich                             | Frankfurter Straße 46 · | Stolperstein für Josef Drehlich                                    | Hier wohnte Josef Drehlich Jg. 1899 Flucht 1939 London überlebt                                                                     | 24. Okt. 2011 |           |
| Adelheid Drehlich                          | Frankfurter Straße 46 · | Stolperstein für Adelheid Drehlich                                 | Hier wohnte Adelheid Drehlich geb. Seidewitz Jg. 1901 Flucht 1939 London überlebt                                                   | 24. Okt. 2011 |           |
| Max Pscherowski                            | Frankfurter Straße 61 · | Stolperstein für Max Pscherowski                                   | Hier wohnte Max Pscherowski Jg. 1896 Flucht 1939 Belgien überlebt                                                                   | 24. Okt. 2011 |           |
| Hedwig Jacobi                              | Friedensallee 78 ·      | Stolperstein für Hedwig Jacobi                                     | Hier wohnte Hedwig Jacobi Jg. 1892 deportiert 1942 Treblinka ermordet                                                               | 18. Feb. 2009 |           |
| Salomon Luks                               | Hirtengasse 18 ·        | Stolperstein für Salomon Luks                                      | Hier wohnte Salomon Luks Jg. 1902 Flucht 1939 Shanghai überlebt                                                                     | 24. Okt. 2011 |           |
| René Weiss                                 | Schillerstraße 18 ·     | Stolperstein für René Weiss                                        | Hier wohnte René Weiss Jg. 1890 Flucht 1936 Palästina überlebt                                                                      | 24. Okt. 2011 |           |
| Helene Weiss                               | Schillerstraße 18 ·     | Stolperstein für Helene Weiss                                      | Hier wohnte Helene Weiss geb. Lucas Jg. 1896 Flucht 1936 Palästina überlebt                                                         | 24. Okt. 2011 |           |
| Eva Weiss                                  | Schillerstraße 18 ·     | Stolperstein für Eva Weiss                                         | Hier wohnte Eva Weiss Jg. 1921 Flucht 1936 Palästina überlebt                                                                       | 24. Okt. 2011 |           |
| Richard Weiss                              | Schillerstraße 18 ·     | Stolperstein für Richard Weiss                                     | Hier wohnte Richard Weiss Jg. 1924 Flucht 1936 Palästina überlebt                                                                   | 24. Okt. 2011 |           |
| Johanna Schönmann                          | Stoltzestraße 8 ·       | Stolperstein für Johanna Schönmann                                 | Hier wohnte Johanna Schönmann geb. Stern Jg. 1877 deportiert ermordet                                                               | 18. Feb. 2009 |           |
| Willy Schlamm                              | Taunusstraße 32 ·       | Stolperstein für Willy Schlamm                                     | Hier wohnte Willy Schlamm Jg. 1882 deportiert 1942 Treblinka ermordet                                                               | 18. Feb. 2009 |           |
| Else Schlamm                               | Taunusstraße 32 ·       | Stolperstein für Else Schlamm                                      | Hier wohnte Else Schlamm Jg. 1911 eingewiesen 1940 Landesanstalt Brandenburg ermordet 1940 T4-Aktion                                | 18. Feb. 2009 |           |
| Herta Metzger                              | Taunusstraße 32 ·       | Stolperstein für Herta Metzger                                     | Hier wohnte Herta Metzger geb. Schlamm Jg. 1915 Flucht 1937 überlebt in USA                                                         | 18. Feb. 2009 |           |
| Regina Schlamm                             | Taunusstraße 32 ·       | Stolperstein für Regina Schlamm                                    | Hier wohnte Regina Schlamm geb. Kahn Jg. 1890 deportiert 1942 Treblinka ermordet                                                    | 18. Feb. 2009 |           |
| Heim „Isenburg“ des Jüdischen Frauenbundes | Zeppelinstraße 10 ·     | Stolperschwelle für das Heim „Isenburg“ des Jüdischen Frauenbundes | Im Heim des Jüdischen Frauenbundes – 1907 bis 1942 – lebten Frauen und Kinder mehr als 250 von ihnen wurden deportiert und ermordet | 6. Mai 2010   |           |